# Arctotis gigantea
Arctotis gigantea là một loài thực vật có hoa trong họ Cúc. Loài này được A.Rich. mô tả khoa học đầu tiên năm 1848.